# Salish des détroits
Le salish des détroits (en anglais : Straits Salish) ou salish des détroits du Nord (en anglais : North Straits Salish) est une langue amérindienne de la famille des langues salish parlée aux États-Unis, dans l'État de Washington et au Canada, en Colombie-Britannique, au Sud de l'île de Vancouver, de part et d'autre des détroits de Haro et Rosario.
La langue est en voie d'extinction.
Le terme « salish des détroits » inclut parfois le klallam qui est considéré comme une langue à part, « salish des détroits du Nord » est alors utilisé pour exclure le klallam.

## Variétés
Le salish des détroits englobe six dialectes et leurs différentes variétés:
- Sooke
- Songish (ou lekwungen)
- Saanich
  - Saanich occidental
  - Saanich oriental
- Lummi
- Samish
- Semiahmoo (éteint)